# Compsoctena melitoplaca
Compsoctena melitoplaca är en fjärilsart som beskrevs av Edward Meyrick 1927. Compsoctena melitoplaca ingår i släktet Compsoctena och familjen Eriocottidae. Inga underarter finns listade i Catalogue of Life.